# Kids Diana Show
Єва Діана Кідисюк (нар. 31 березня 2014), відома в мережі як ✿ Kids Diana Show, українсько-американська ютуберка. Разом із братом Ромою (нар. 22 жовтня 2012 року) та батьками Володимиром та Оленою веде кілька YouTube-каналів, де створюють сюжетно-рольовий дитячий контент. Її головний канал посідає 6-те місце за кількістю переглядів та 5-те місце за кількістю підписок у світі.

## Зміст
Контент Діани включає дитячі пісні, розпакування, відеоблоги, навчальні в ігровій формі та рольові ігри . Її старший брат Рома Кідисюк веде YouTube-канал ★ Kids Roma Show. У неї також є молодший брат Олівер (нар.. 12 грудня 2020 року). Канали її родини дубльовані багатьма мовами, зокрема гінді, японською, індонезійською, російською, іспанською, німецькою, португальською та арабською.
Діана була номінована на десяту щорічну премію Streamy Awards 2020 у категорії «Діти та сім'я» та на Short Awards 2021 у категорії «Виховання, сім'я та діти».

## Історія
Олена та Володимир Кідисюки почали знімати відео на YouTube як хобі, коли у Діани народився брат Рома. Народившись у Києві, Діана вперше з'явилася у відео у 2015 році, коли Олена запустила канал YouTube, щоб ділитися відео з Діаною, з друзями та родиною. Канал швидко виріс, досягнувши 1 мільйона підписників трохи більше ніж за рік. У 2017 році обидвоє батьків залишили роботу, щоб повністю зосередитися на своєму YouTube-каналі.
У травні 2020 року батьки Діани підписали угоду з Pocket — дитячою медіа-компанії Watch, заснованій в 2016 році Крісом Вільямсом та Елбі Гехтом. Він очолював Love, Diana — The Princess Of Play, франшизу, засновану на їхньому бренді, включаючи мультсеріал, мобільну гру та сувеніри на основі брендів їхнього каналу.
Love, Diana — це анімаційний серіал, що складається з коротких історій, дія яких відбувається у вигаданій «Землі гри», у якій розповідається про те, як Діана та Рома захищають друзів і родину від персонажів, що символізують демонізовану нудьгу. Шоу поширюється на YouTube і в таких сервісах OTT, як Amazon Prime Video, The Roku Channel та Samsung TV+ .
| Канал                                | передплатники, млн. | перегляди, млрд. | Нагороди для творців YouTube | Нагороди для творців YouTube | Нагороди для творців YouTube | Нагороди для творців YouTube | Нагороди для творців YouTube |          |          |          |
| Канал                                | передплатники, млн. | перегляди, млрд. | 0,1                          | 1                            | 10                           | 50                           | 100                          |          |          |          |
| ------------------------------------ | ------------------- | ---------------- | ---------------------------- | ---------------------------- | ---------------------------- | ---------------------------- | ---------------------------- | -------- | -------- | -------- |
| Канал                                | передплатники, млн. | перегляди, млрд. | ✿ Kids Diana Show            | 112                          | 93,11                        | 2016 рік                     | 2016 рік                     | 2018 рік | 2020 рік | 2022 рік |
| Diana and Roma ARA                   | 24.1                | 11.02            | 2019 рік                     | 2019 рік                     | 2020 рік                     | 2023 (Перемога в липні 2023) |                              |          |          |          |
| Diana and Roma ESP                   | 30.6                | 12.32            | 2019 рік                     | 2019 рік                     | 2020 рік                     |                              |                              |          |          |          |
| Diana and Roma EN                    | 23.8                | 7.17             | 2017 рік                     | 2017 рік                     | 2020 рік                     |                              |                              |          |          |          |
| ★ Kids Roma Show                     | 27.3                | 10.26            | 2016 рік                     | 2017 рік                     | 2019 рік                     |                              |                              |          |          |          |
| Diana and Roma HIN                   | 26.1                | 11.95            | 2019 рік                     | 2019 рік                     | 2020 рік                     |                              |                              |          |          |          |
| Диана и Рома (російською)            | 7.34                | 2.9              | 2019 рік                     | 2020 рік                     |                              |                              |                              |          |          |          |
| Diana and Roma JPN                   | 3.83                | 1.59             | 2019 рік                     | 2020 рік                     |                              |                              |                              |          |          |          |
| Diana and Roma VNM                   | 8,69                | 3.34             | 2019 рік                     | 2020 рік                     |                              |                              |                              |          |          |          |
| Love, Diana                          | 8.86                | 3.54             | 2019 рік                     | 2020 рік                     |                              |                              |                              |          |          |          |
| Diana and Roma PRT                   | 10.7                | 4.51             | 2019 рік                     | 2019 рік                     | 2022 рік                     |                              |                              |          |          |          |
| Diana and Roma IND                   | 12.7                | 5.56             | 2019 рік                     | 2020 рік                     | 2022 рік                     |                              |                              |          |          |          |
| Diana and Roma IND Collection (влог) | 1.6                 | 0,52             | 2019 рік                     | 2019 рік                     |                              |                              |                              |          |          |          |

## Нагороди та номінації
| рік      | Нагорода                     | Категорія              | Результат | Ком |
| -------- | ---------------------------- | ---------------------- | --------- | --- |
| 2022 рік | Нагороди Kids' Choice Awards | Найкраща жінка-творець | Номінація |     |